# Gordon Lang
Gordon Johnston Lang (* 21. März 1965) ist ein australischer Badmintonspieler.

## Karriere
Gordon Lang nahm 1989 an der Badminton-Weltmeisterschaften teil. Er wurde dabei 33. im Mixed, 17. im Herrendoppel und 65 im Herreneinzel. 1989 siegte er auch bei den Australian Open im Doppel. Bei den Commonwealth Games 1986 gewann er Bronze mit dem australischen Team.

## Sportliche Erfolge
| Saison | Veranstaltung              | Disziplin    | Platz | Name                          |
| ------ | -------------------------- | ------------ | ----- | ----------------------------- |
| 1986   | Commonwealth Games         | Team         | 3     | Australien                    |
| 1986   | Australische Meisterschaft | Mixed        | 1     | Gordon Lang / Karen Jupp      |
| 1988   | Silver Bowl                | Herrendoppel | 1     | Gordon Lang / Mike Scandolera |
| 1989   | Australian International   | Herrendoppel | 1     | Peter Blackburn / Gordon Lang |
| 1989   | Weltmeisterschaft          | Herreneinzel | 65    | Gordon Lang                   |
| 1989   | Weltmeisterschaft          | Herrendoppel | 17    | Mike Scandolera / Gordon Lang |
| 1989   | Weltmeisterschaft          | Mixed        | 33    | Gordon Lang / Rhonda Cator    |
| 1989   | Australian Open            | Herrendoppel | 1     | Peter Blackburn / Gordon Lang |